# Yolanda Bohm
Yolanda Aurora Bohm Ramirez, född 5 augusti 1987 i Skogslyckans församling, Kronobergs län, är en svensk föreläsare, spoken word-artist, poet och transaktivist. Bohm Ramirez ställde också upp som kandidat för Feministiskt initiativ, i riksdagsvalet 2018.
Bohm Ramirez är uppvuxen i Skogås, Huddinge kommun, och har studerat skrivande vid Malmö Högskola och Ölands Folkhögskola. Bohm Ramirez har tävlat i Poetry Slam SM, och vann lagmästare med sitt lag i Malmö 2012. Bohm Ramirez har medverkat i diktantologin Ingen rök utan mareld, och i januari 2018 kom debuten med den egna diktsamlingen Ikon. Hon har också översatt boken Poet X av Elizabeth Acevedo till svenska.
Bohm Ramirez kämpar för bland annat transpersoners rättigheter, och har varit vice ordförande för RFSL Ungdom.